# Zachowanie impulsywne
Zachowanie impulsywne (łac. mores impetus, ang. impulsive behavior) – postępowanie polegające na szybkim podejmowaniu działania, które nie zostało wcześniej przemyślane, zachowanie niezgodne co do sytuacji, przeciwieństwo opanowania i samokontroli, element wpisujący się w osobowość u osób bez stwierdzonych zaburzeń psychicznych, objaw licznych zaburzeń psychicznych.

## Typy reakcji impulsywnych
- Reakcje motoryczne – rozpoczęcie działania nieodpowiedniego do zaistniałej sytuacji;
- Reakcje werbalne – wypowiadanie się w niestosowny, nieodpowiedni sposób w złych momentach[2].

## Przykłady zachowań impulsywnych
- Natychmiastowa gratyfikacja – tendencja do wybierania mniejszych, ale natychmiastowych nagród i niechęć do większych, które wymagają dłuższego czasu oczekiwania;
- Nieprzewidywanie konsekwencji – podejmowanie decyzji pod wpływem chwili bez prawidłowej oceny efektu, który może nastąpić w teraźniejszości lub przyszłości dla siebie i otoczenia;
- Pozytywna pilność – szybka reakcja i działanie pod wpływem dobrego nastroju;
- Negatywna pilność – szybka reakcja i działanie pod wpływem smutku, negatywnych emocji;
- Poszukiwanie doznań – chęć poznawania i doświadczania nowych rzeczy pod wpływem ekscytacji np. bungee;
- Brak planowania – niezastanawianie się nad skutkiem swoich czynów, przed ich podjęciem[3].

## Zachowanie impulsywne objawem choroby
Zachowanie impulsywne jest nieodłącznym elementem osobowości, ale także jednym z objawów zaburzeń, tj. ADHD, nadużywania substancji (uzależnienia), choroby afektywnej dwubiegunowej, chorób neurodegeneracyjnych czy zaburzeń osobowości typu Borderline.
Skrót ADHD (ang. attention deficit hiperactivity disorder) – to nazwa zespołu nadpobudliwości psychoruchowej z deficytem uwagi. Występują w nim zachowania impulsywne polegające na wykonywaniu zadania bez jego dokładnego zrozumienia przed ich rozpoczęciem. To, co osoby z ADHD mają do zrobienia, muszą zrobić natychmiast bez dłuższego czasu oczekiwania. Ponadto nadmiernie reagują na drobne rzeczy, wpadają w złość lub reagują agresją.
Uzależnienie (ang. addiction) wpływa na pojawienie się zachowań impulsywnych, które są efektem błędu w procesie hamowania i kontroli reakcji. Objawiają się utratą kontroli nad popędem, co prowadzi do poszukiwania kontaktu z substancją i jej używania. Zachowania te wynikają z upośledzenia zdolności oczekiwania na spodziewany bodziec tzw. nagrodę (substancję powodującą uzależnienie).
Choroba afektywna dwubiegunowa (ang. Bipolar Affective Disorder, BPAD) – w skrócie ChAD – może przejawiać się zachowaniami impulsywnymi, tj. szybka jazda samochodem, rozhamowanie seksualne itp. Osoby chore mają skłonność do angażowania się w działania ryzykowne, niebezpieczne. Podczas epizodu choroby często podejmują działania impulsywne, które w ich ocenie są dla nich przyjemne.
Borderline (ang. borderline personality disorder – BPD) jest to choroba z pogranicza nerwicy i psychozy. Chorzy mają trudności związane z kontrolowaniem swoich emocji i zachowań, przez co odczuwają frustracje, złość, bezsilność, nienawiść. Choroba pozbawia ich umiejętności do odpowiedniego radzenia sobie z nimi. Impulsywnie reagują na różne sytuacje, wybuchają. Obniża to napięcie wywołane przez nagromadzone w sobie emocje. Takie wybuchy mogą prowadzić do agresji wobec innych, tj. obrażanie, obniżanie wartości, wyzywanie, poniżanie, a także prowadzić do autoagresji tj. okaleczeń ciała i podejmowania prób samobójczych.
Choroba Huntingtona (ang. Huntington's disease – HD), która jest chorobą neurodegeneracyjną, powoduje zaburzenia koordynacji ruchowej i ruchy pląsawicze z dystonią. Jednak w chorobie współuczestniczą objawy psychiatryczne i zaburzone zachowania. Objawiają się one depresją, wybuchami agresji, rozdrażnieniem, niekontrolowanymi zachowaniami, a nawet objawami psychotycznymi wskazującymi na schizofrenię.

## Skutki zachowań impulsywnych
Zachowania impulsywne mają wpływ na każdą płaszczyznę życia człowieka. Osoby impulsywne często podejmują zachowania ryzykowne. Powodują one zaburzenia w kontaktach społecznych, nauce, codziennych czynnościach. Osoby te nie są w stanie przewidzieć konsekwencji swoich wypowiedzi, podjętych decyzji czy wyzwań. Mają skłonność do wchodzenia w niebezpieczne relacje, stosowania używek, hazardu, nieprzemyślanych zakupów, a nawet objadania się i głodówek. Zachowania impulsywne prowadzą do braku umiejętności rozwiązywania problemów i skłonności do agresywnych konfliktów interpersonalnych. Osoby zmagające się z nimi często popadają w kłopoty i nie wiedzą, czemu tak się dzieje.

## Leczenie i terapia zachowań impulsywnych
Terapia dialektyczno-behawioralna skutecznie pomaga w radzeniu sobie z przytłaczającymi emocjami, tak więc i zachowaniami impulsywnymi, które się z nimi wiążą. Terapia ta zwiększa umiejętność osoby zaradzania stanom niepokoju, chroniąc przed utratą kontroli lub działaniem destrukcyjnym. U dzieci często jest to trening umiejętności społecznych tj. kontrolowania emocji i impulsywnych zachowań, czy trening rozwiązywania konfliktów. Do metod terapeutycznych w przypadku impulsywnych zachowań zaliczyć można także:
- medytację;
- ćwiczenie uważności;
- efektywną komunikację uczuć;
- poszukiwanie bezpiecznych możliwości stymulacji;
- modyfikację otoczenia;
- naukę przewidywania konsekwencji różnych działań;
- naukę planowania kroków potrzebnych do wykonania zadania[3].

Leki wykorzystywane są wyłącznie jako forma wspomagająca psychoterapię. Jednak w przypadku osób z objawami typu bordeline, głównym zaleceniem w leczeniu jest psychoterapia z farmakoterapią ukierunkowaną na łagodzenie najbardziej uciążliwych dla pacjenta objawów.